# Blaues Haus (Breisach)

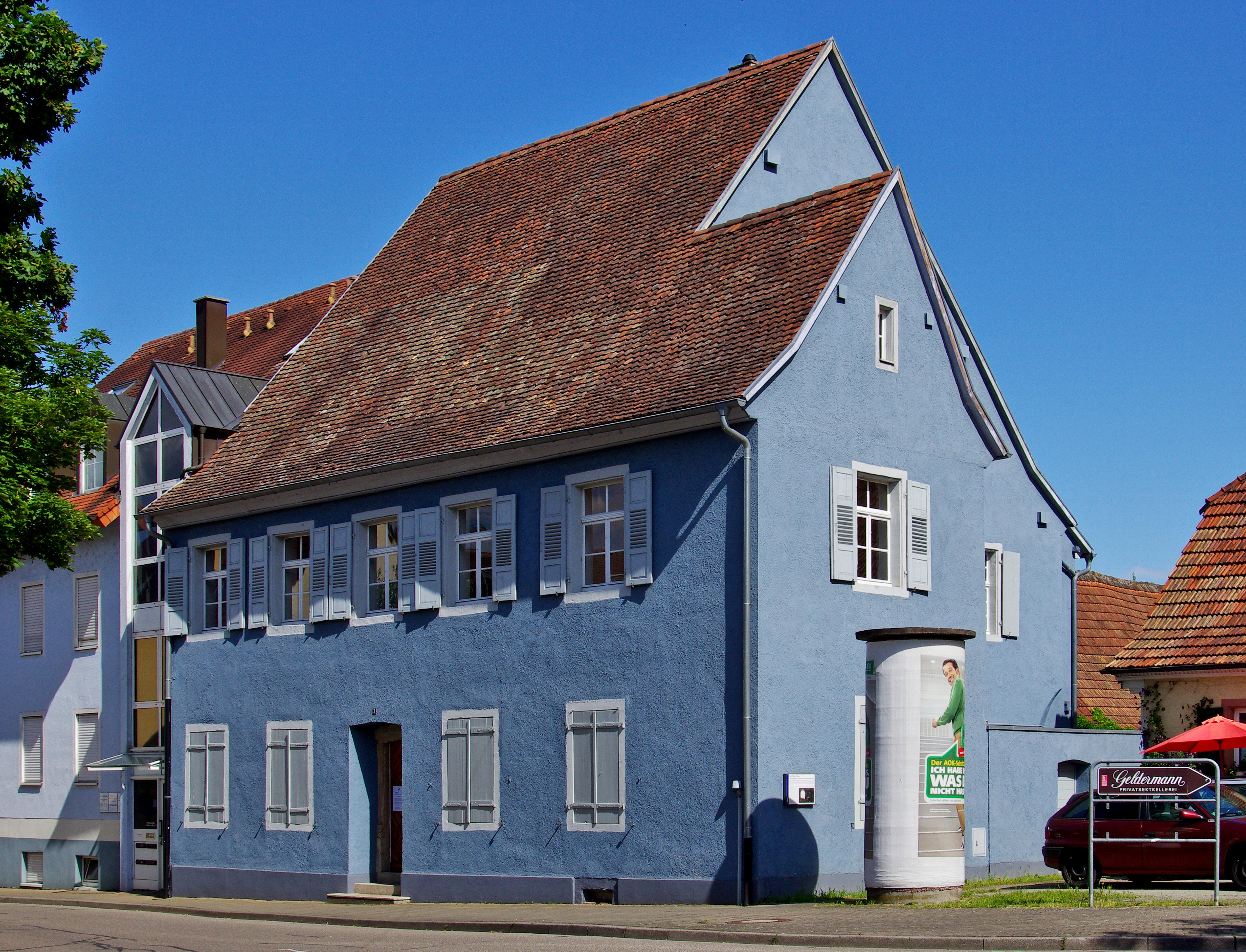
Das Blaue Haus

Das Blaue Haus in Breisach am Rhein ist seit 2003 eine Gedenk- und Bildungsstätte für die Geschichte der Juden am Oberrhein. Es ist das ehemalige Gemeindehaus der jüdischen Gemeinde in Breisach. Im März 2004 wurde es von der Denkmalstiftung Baden-Württemberg zum „Denkmal des Monats“ ernannt.

## Geschichte
Urkundlich wird das Gebäude 1691 als Gaststätte St. Peter nachgewiesen. Es steht im Nordosten der Stadt, wo sich zu der Zeit vermehrt Juden niederließen. Breisach war im 18. Jahrhundert eine der größten und bedeutendsten jüdischen Gemeinden Badens und von 1827 bis 1885 Sitz eines Bezirksrabbinats. Nach dem Bau der Synagoge Breisach 1804 wurde im Jahr 1829 das Blaue Haus erworben und zu einer Konfessionsschule umgebaut und als solche von 1835 bis 1876 genutzt. Danach war es jüdisches Armenspital und dann bis zum Holocaust das Gemeindehaus und Wohnung des Kantors. Von 1893 bis 1898 in der Zeit des Baues der Garnison wurden Teile davon in dem wahrscheinlich angemieteten Blauen Haus untergebracht. Als bei den Novemberpogromen 1938 die Synagoge vernichtet wurde, wurde im Obergeschoss eine Gebetsraum eingerichtet und konnte für zwei Jahre genutzt werden. Ein Mahnmal erinnert an die Zerstörung der Synagoge. Am 22. Oktober 1940 wurden im Rahmen der Wagner-Bürckel-Aktion die letzten 50 Juden in das südwestfranzösische Lager Gurs deportiert. Unter den Nationalsozialisten wurde die Judengasse in Rheintorstraße umbenannt. Das Gebäude der vernichteten Gemeinde ging an die Gugel-Werke Freiburg. Erst im Jahr 1953 wurde das Gebäude an die rechtmäßigen Besitzer, den Oberrat der Israeliten Badens, zurückgegeben. Da sie keine Verwendung dafür hatten, wurde es 1955 an privat verkauft. Der „Förderverein Ehemaliges Jüdisches Gemeindehaus e. V.“ erwarb das Gebäude Mitte 2000. In den Jahren 2002 bis 2005 haben im Rahmen des Workcamps der Aktion Sühnezeichen Friedensdienste Schüler und Studenten aus mehreren Ländern die Fundamente des Kellers freigelegt. Der Name Blaues Haus stammt von dem gleichfarbigen Anstrich aus dem Jahre 2003, der allerdings kein historisches Vorbild hat. Im selben Jahr wurde das Blaue Haus auch offiziell eingeweiht.
Im Rahmen der Freilegung der Fundamente wurde auch der ursprüngliche Untergrund freigelegt und es stellte sich heraus, dass es Teile der Stadtmauer aus dem 14. Jahrhundert sind. Die alte Stadtmauer wurde nach dem Westfälischen Frieden von Ludwig XIV. dem französischen König zur Bebauung freigegeben, da er die Stadt durch Vauban mit neuen Festungswerken schützte. Ein Teil der Gewölbe des Kellers ist der Bogen einer Brücke, die über den Stadtgraben zur alten Stadtmauer führte.